# Teucholabis (Teucholabis) jivaro
Teucholabis (Teucholabis) jivaro is een tweevleugelige uit de familie steltmuggen (Limoniidae). De soort komt voor in het Neotropisch gebied.